# Gultråding
Gultråding (Inocybe cookei) är en svampart som beskrevs av Bres. 1892. Enligt Catalogue of Life ingår Gultråding i släktet Inocybe,  och familjen Inocybaceae, men enligt Dyntaxa är tillhörigheten istället släktet Inocybe,  och familjen Crepidotaceae. Arten är reproducerande i Sverige. Inga underarter finns listade i Catalogue of Life.